# ペプチドワクチン
ペプチドベース合成ワクチン（英: Peptide-based synthetic vaccines）は、エピトープワクチン（英: epitope vaccines）とも呼ばれ、ペプチドから作られたサブユニットワクチンである。そのペプチドは、直接または潜在的に免疫応答を引き起こす抗原のエピトープを模倣している。ペプチドワクチンは、感染性病原体や非感染性疾患に対する防御を誘導するだけでなく、腫瘍関連抗原に由来するペプチドを用いて、効果的な抗腫瘍T細胞応答を誘導する治療用がんワクチンとしても利用することもできる。

## 歴史
従来のワクチンは、生きている病原体または固定化した病原体全体である。第2世代のワクチンは、主に病原体から精製されたタンパク質である。第3世代のワクチンは、病原体のタンパク質を発現させるDNAやプラスミドである。ペプチドワクチンは、ワクチンの進化における最新の世代である。

## 長所と短所
ペプチドワクチンは、固定化した病原体全体やタンパク質分子を用いた従来のワクチンと比較して、いくつかの長所と短所がある。 
長所
- ワクチンは化学合成によって完全に合成され、化学物質として扱うことができる。
- 自動化やマイクロ波技術を使用したより高度なペプチド固相合成法（SPPS）によって、ペプチドをより効率的に生産できる。
- ワクチンは化学的に合成されるため、生物汚染はない。
- ワクチンは水溶性であり、簡単な条件下で安定に保存することができる。
- ペプチドに特異性を持たせるために特別に設計することができる。たとえば、単一のペプチドワクチンに複数のエピトープを持たせ、いくつかの疾患に対する免疫応答を持つような設計ができる。
- ワクチンは短いペプチド鎖しか含まないため、アレルギー反応や自己免疫応答を引き起こす可能性は低くなる。

短所
- 免疫原性が低い。
- 細胞内で不安定である。
- ネイティブ構造の欠如。
- 有効性が限られた人々に限定される。

## エピトープの設計
ペプチドワクチン全体は抗原のエピトープを模倣するものであるため、エピトープの設計はワクチン開発の最も重要な段階であり、目的の免疫原性タンパク質のアミノ酸配列に対する正確な理解が必要である。設計されたエピトープは、病原体に対して強力で長期間の免疫応答を起こすことが期待される。エピトープを設計する際に考慮すべき事項は次の通りである。
- 非優性エピトープは、優性エピトープよりも強い免疫応答を引き起こす可能性がある。例: 鉤虫に感染した人の抗体は、アメリカ鉤虫（英語版）（Necator americanus）APR-1タンパク質という抗原の優性エピトープを認識できるが、鉤虫に対する防御を誘導することができない。ただし、APR-1タンパク質上の他の非優性エピトープは、鉤虫に対する中和抗体の産生を誘導する能力を発揮する。したがって、非優性エピトープは鉤虫症に対するペプチドワクチンのより良い候補である[4]。
- 過敏症を考慮に入れる。例: 一部のIgE誘導エピトープは、鉤虫の抗原であるNa-ASP-2タンパク質のIgGエピトープと重複するため、ヒトのワクチン接種後に過敏症反応を引き起こす[5]。
- 一部の単鎖ペプチドエピトープは、ネイティブ構造を維持するために伸長する必要がある。伸長された配列は、適切な二次構造を含むことができる。また、適切なコンフォメーションを維持するために、いくつかの単鎖ペプチドを一緒に安定化または環化することができる。例: B細胞エピトープは5つのアミノ酸しか含んでいない可能性がある。免疫応答を誘導するために、酵母GCN4（英語版）タンパク質の配列を利用し、αヘリックスを形成することによってペプチドワクチンのコンフォメーションを改善する[6]。
- 免疫応答を誘導するためにエピトープに関連したアジュバントを用いる[7]。

## 応用例

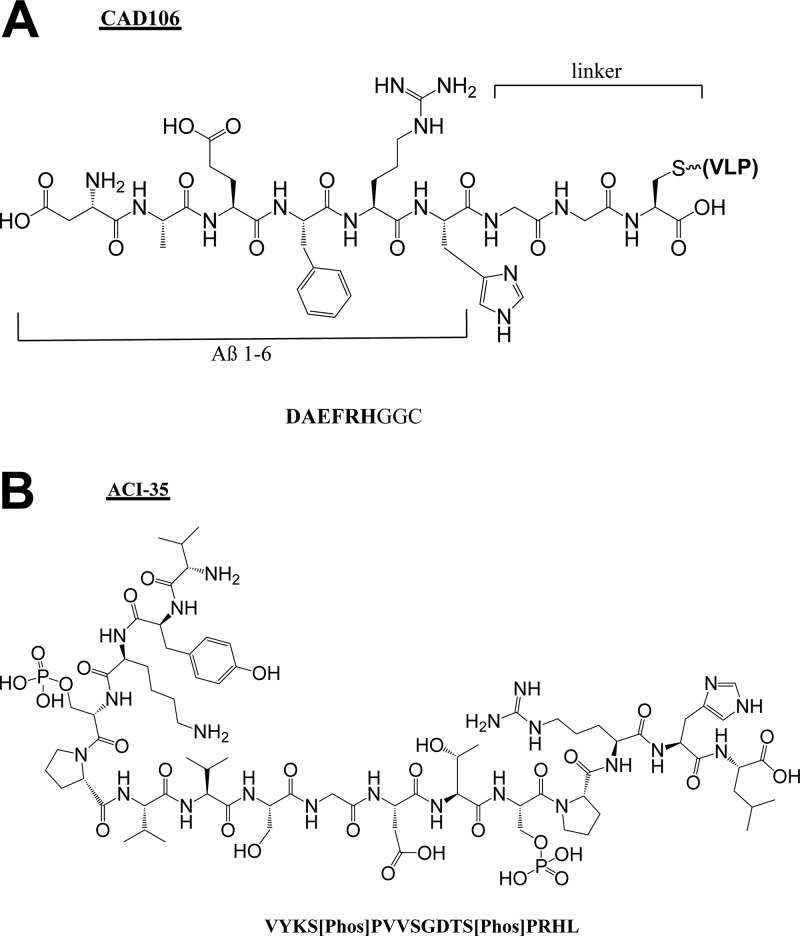
アルツハイマー病ペプチドワクチンのペプチド成分の化学構造。(A) CAD106、(B) ACI-35

### 癌（がん）
- Gp100（英語版）ペプチドワクチンは、メラノーマ（悪性黒色腫）を治療するために研究されている。より大きなin vitro CTL応答を得るために、ペプチドgp100:209-217(210M)を修飾し、HLA-A2*0201と結合させる。ワクチン接種後、より多くの循環T細胞がin vitroでメラノーマのがん細胞を認識し、これを殺滅することができる[9]。
- リンドペピムート（英語版）（Rindopepimut）は、多形性膠芽腫（GBM）を治療するための上皮成長因子受容体（EGFR）由来のペプチドワクチンである。その14-merのペプチドは、キーホールリンペットヘモシアニン（英語版）（KLH）と結合しており、がんのリスクを減らすことができる[10]。
- E75、GP2、およびAE37は、乳がんを治療するための3種類のHER2/neu由来の単一ペプチドワクチンである。健康な組織では通常、HER2/neuの発現レベルは低い。9個のアミノ酸からなるE75は、HER2タンパク質の免疫優性エピトープである。9個のアミノ酸からなるGP2は、亜優性エピトープである。E75とGP2は共にCD8+リンパ球を刺激するが、GP2はE75よりも低い親和性を持っている。AE37はCD4+リンパ球を刺激する[11]。

### その他の一般的な疾患
- EpiVacCoronaは、COVID-19に対するペプチドベースのワクチンである。
- IC41は、C型肝炎ウイルスに対するペプチドワクチン候補である。これは、ポリ-l-アルギニンと呼ばれる合成アジュバントとともに、5個の合成ペプチドで構成されている[12]。
- Multimeric-001は、インフルエンザに対する最も効率的なペプチドワクチン候補である。これは、ヘマグルチニン由来のB細胞エピトープとT細胞エピトープを含んでいる。Matrix Iと核タンパク質は、単一の組換え発現ポリペプチドに結合される[13][14]。
- アルツハイマー病ペプチドワクチン： CAD106[15], UB311[16], Lu AF20513[17], ABvac40[18], ACI-35[19], AADvac-1[20]。